# Notopleura macrophylla
Notopleura macrophylla là một loài thực vật có hoa trong họ Thiến thảo. Loài này được (Ruiz & Pav.) C.M.Taylor mô tả khoa học đầu tiên năm 2001.